# Salouël
Salouël è un comune francese di 4 458 abitanti situato nel dipartimento della Somme nella regione dell'Alta Francia.
Il territorio comunale è bagnato dal fiume Selle, affluente della Somme.

## Società

### Evoluzione demografica
Abitanti censiti